# 土半夏
土半夏（学名：Typhonium blumei），又名犁头草、土半夏、瓮菜夏、生半夏、青半夏，为天南星科土半夏属下的一个种，分布在印度尼西亚、缅甸、印度、越南、日本、泰国、台灣以及中国大陆的广西、广东、四川、云南、江西、福建、浙江、湖南等地，生长于海拔1,200米的地区，一般生长在地边、草坡、田头和石隙中，目前尚未由人工引种栽培。

## 别名
茨菇七、百步还原（云南思茅）；金半夏（云南保山）；野附子（云南楚雄）；芋头七、打麻刺、小独脚莲、狗半夏、充半夏（云南）；坡芋、小野芋、半夏、土半夏、生半夏、山半夏、野慈姑（广东）；三角青（广东龙门）；犁头七、田间半夏、芋叶半夏、山茨菇（广西）；独角莲（四川、江西）；耗子尾巴、鼠尾巴、白附子（四川）；地金莲（湖南郴县）

## 扩展阅读
- 維基物種上的相關：土半夏